# Nymyrtjärnen (Undersåkers socken, Jämtland)
Nymyrtjärnen är en sjö i Åre kommun i Jämtland och ingår i Indalsälvens huvudavrinningsområde.